# 혜민국
혜민국(惠民局)은 고려 시대의 시약(施藥)을 맡은 의료 및 구제기관으로, 1112년(예종 7년)에 처음 설치되었다. 전염병이 퍼지는 것을 막고 백성들에게 약을 무료로 나누어 주는 곳이었다. 충선왕 때 사의서(司醫署) 관할이 되었다가, 공양왕 3년(1391년) 혜민전약국(惠民典藥局)으로 개칭하였다.
혜민국에는 판관 4명을 두었는데, 본업(本業)과 산직(散職 : 일정한 직무가 없는 벼슬아치)을 교대로 보내어 일을 담당케 하였다. 조선 개국 후에도 그대로 유지되었다.

## 같이 보기
- 혜민서
- 제위보
- 동서대비원